# Rio Quixeré
O rio Quixeré é um curso de água do estado do Ceará, no Brasil. É um braço ou segmento do rio Jaguaribe, que desvia-se do curso principal do rio, e formando assim uma ilha fluvial à margem esquerda. Ele separa-se do rio principal no num local hoje conhecido como Passagem Molhada, município de Tabuleiro do Norte e retorna ao leito principal na localidade chamada Ilhota, município de Russas.
No seu percurso ele banha os municípios de Tabuleiro do Norte, Limoeiro do Norte, Quixeré e Russas. 
Neste trajeto entre vários municípios recebe vários nomes, tais como: córrego de Areia, rio Córrego, rio das Pedras, córrego Novo. 
Um rio com água ferruginosa e com forte correnteza, modifica-se a cada enchente, criando-se assim diferentes trájetos no seu leito. Exemplo disto é a ilha Quixeré, que surgiu coma as cheias de 1862, 1917 e 1924. No seu leito foram construías as barragens das Pedrinhas, do Cabeça Preta e a barragem Manoel de Castro Filho, com a intenção de manejar a ação da natureza. Na barragem das Pedrinhas está instalada a estação elevatória do projeto de irrigação Jaguaribe – Apodi.
Rio já cartografado no início da colonização do Ceará, recebe  topônimo Quixeré em alusão a tribo tapuia que habitava a região.